# Луций Цейоний Комод (консул 78 г.)
Вижте пояснителната страница за други личности с името Луций Цейоний Комод.
Луций Цейоний Комод (на латински: Lucius Ceionius Commodus) e сенатор на Римската империя през 1 век.
Той произлиза от Етрурия. По времето на император Веспасиан е приет в патрицианското съсловие.
Баща е на Луций Цейоний Комод, който е консул 106 г. и дядо на по-късния Цезар Луций Елий Цезар.
През 78 г. Комод е редовен консул заедно с Децим Юний Новий Приск. От 78/79 до 81/82 г. той е управител на Сирия. Комод е също Septemvir epulonum.